# モフモフモー
モフモフモーは、日本の女性2人組TikToker、YouTuber。ファンの総称は「散歩隊」。

## 来歴
- 2021年
  - 3月 - 結成、TikTokに初投稿[1]。
  - 5月 - YouTubeに初投稿[2]。

- 2023年
  - 1月 - DJ KOO（TRF）の「DJ KOO、Fesやるってよ」放送開始、芹澤優(i☆Ris)と共にサブMCを務める、第一回のゲストはIKKO[3]。
  - 9月 - 「ぶりっこで何が悪いの？」リリース記念イベントを開催、ゲストは昼の部はイラストレーターのみりん、夜の部はイラストレーターのかわいい信仰。
  - 11月 - 自身初のライブ「モフちゃんイベント Vol.1」を開催[4]。ゲストは昼の部はRabbit Catのはつみと優輔、夜の部は遠坂めぐ。
  - 12月 - 日本テレビ ｢バズリズム02｣ にて「スーパーダーリン」のMVが放映[5]。YouTube Creator Collective at Mashup Nightに参加[注 1]。

- 2024年
  - 1月 - DJ KOO（TRF）がオーガナイザーを務める「KOOFes Volume On」に出演[6]。
  - 4月 - モフモフバースデーファンミを開催[7]、ゲストは料理系TikTokerのみか。かわさきFMにてレギュラー番組「SNS道場」放送開始。BAYFMにてレギュラー番組「TURNING POINT」放送開始[8]。
  - 5月~12月 - GMOインターネットTOWERでフリーライブを開催[9][10][11][12][13][14][15][注 2]。
  - 9月 - タイ・バンコクのサイアムパラゴン5階ロイヤルパラゴンホールでバンコク日本博2024に出演[16]。
  - 11月 - YouTube Creator Collective at Mashup Nightに参加。
  - 12月 - 東京都内にてカラオケ配信記念♡モフちゃん忘年会を開催[17]。

- 2025年
  - 3月 - YouTube Women Creator Collective 2025に参加[注 3]。愛♡スクリ〜ム!の声真似のショート動画を投稿[18]。
  - 6月 - ベトナムカルチャー&フードフェスティバル2025in大阪に出演[19]。

## メンバー

### 現メンバー
| 名前       | 生年月日              | 出身地       | 血液型 | MBTI | 身長  | メンバーカラー | 備考                         |
| ---------- | --------------------- | ------------ | ------ | ---- | ----- | -------------- | ---------------------------- |
| みみちゃん | 1993年1月26日（32歳） | 宮城県仙台市 | B型    | ENFP | 159cm | ピンク         | ボーカル・ピアノ・作曲・作詞 |
| ととちゃん | 1996年4月23日（29歳） | 愛知県       | O型    | INFP | 159cm | 水色           | ボーカル・作詞               |

## ディスコグラフィ

### 配信限定シングル
|      | 発売日         | タイトル                         | 作詞         | 作曲       | MV     | カラオケ    |
| ---- | -------------- | -------------------------------- | ------------ | ---------- | ------ | ----------- |
| 1st  | 2021年11月3日  | 加工症候群                       | みみちゃん   | みみちゃん | [ 20 ] | -           |
| 2nd  | 2021年11月17日 | 中華街の食べ放題                 | モフモフモー | みみちゃん | -      | -           |
| 3rd  | 2021年12月1日  | もうめんどいのよ                 | みみちゃん   | みみちゃん | [ 21 ] | -           |
| 4th  | 2022年1月15日  | たぶん推しピの朝ごはんはパン     | モフモフモー | みみちゃん | [ 22 ] | -           |
| 5th  | 2022年10月11日 | 共依存                           | みみちゃん   | みみちゃん | [ 23 ] | -           |
| 6th  | 2023年8月30日  | 人生どうにかしてよ               | みみちゃん   | みみちゃん | [ 24 ] | -           |
| 7th  | 2023年8月30日  | キラキラスター                   | みみちゃん   | みみちゃん | [ 25 ] | -           |
| 8th  | 2023年8月30日  | ぶりっこで何が悪いの？           | モフモフモー | みみちゃん | [ 26 ] | - DAM - JOY |
| 9th  | 2023年8月30日  | ラブキュートアグレッション       | モフモフモー | みみちゃん | -      | -           |
| 10th | 2023年12月8日  | スーパーダーリン                 | モフモフモー | みみちゃん | [ 29 ] | - JOY       |
| 11th | 2024年4月7日   | 勝ち確ガール〜だって私はお姫様〜 | モフモフモー | みみちゃん | [ 31 ] | - JOY       |
| 12th | 2024年8月4日   | 自立ちゃん                       | モフモフモー | みみちゃん | [ 33 ] | - JOY       |
| 13th | 2024年12月25日 | ビジュのおまわりさん             | モフモフモー | みみちゃん | [ 35 ] | -           |
| 14th | 2025年3月30日  | 夢見るリボン                     | モフモフモー | みみちゃん | [ 36 ] | -           |

## 受賞歴
- 2023年3月6日、YouTube Creator Awards 銀の盾(Silver Creator Award)[37]
- 2024年6月25日、バンコク日本博出場権2024出場権争奪戦審査員優秀賞